# Jodie Sweetin

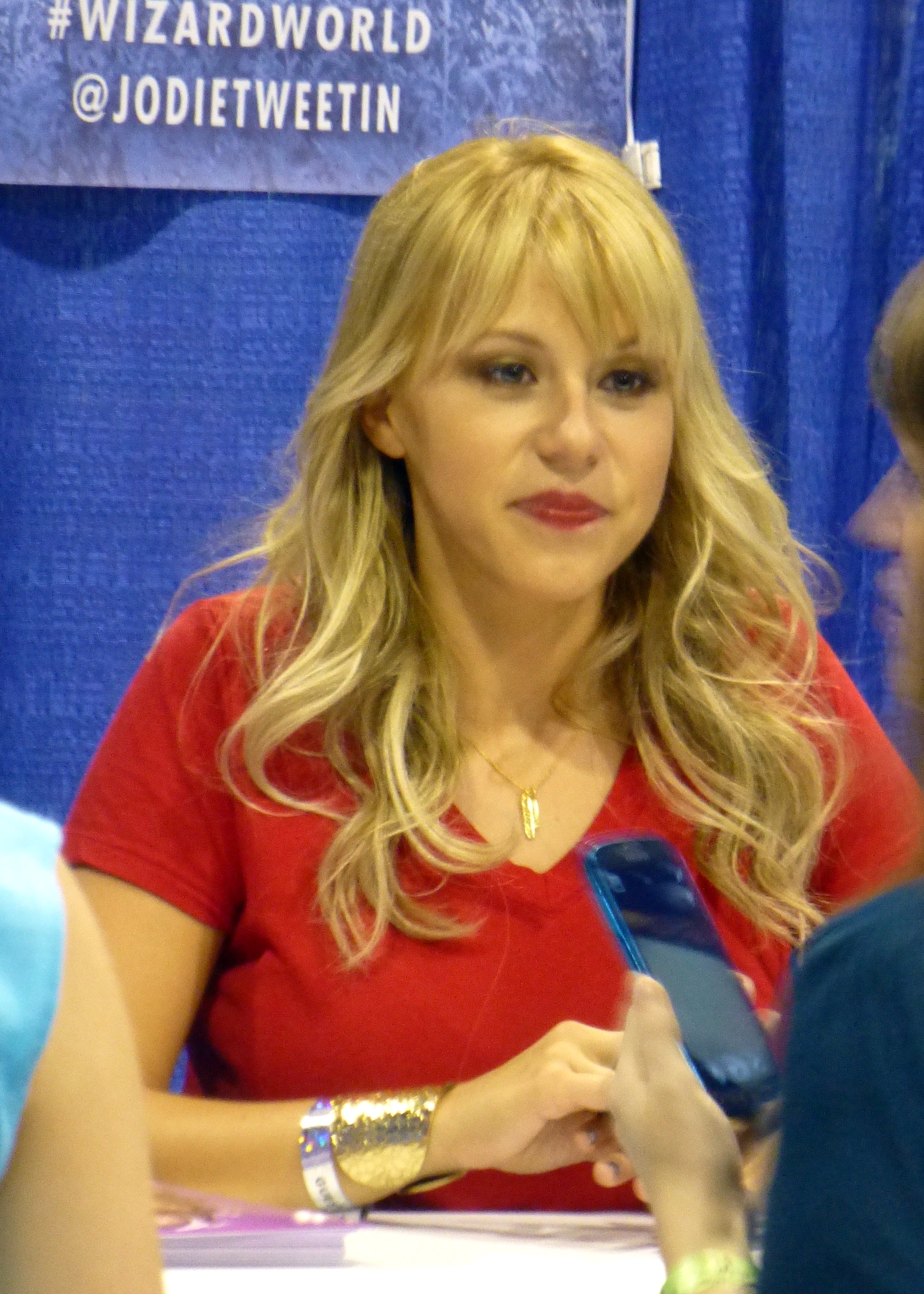
Jodie Sweetin (2015)

Jodie Lee Ann Sweetin (* 19. Januar 1982 in Los Angeles, Kalifornien) ist eine US-amerikanische Schauspielerin. Sie ist hauptsächlich für ihre Rolle als Stephanie Tanner in der Comedy-Serie Full House bekannt.

## Leben

### Karriere
Jodie Sweetin war bereits im Alter von vier Jahren in einem Werbespot für Hot Dogs von Oscar Mayer zu sehen. Ihre erste Rolle hatte sie 1987 in der Fernsehserie Der Hogan-Clan. Sie war 1992 Synchronsprecherin von Lucy Van Pelt in dem Zeichentrickfilm It’s Christmastime Again, Charlie Brown. Von 1987 bis 1995 spielte sie die Rolle der Stephanie Tanner in der Comedyserie Full House. Sie hatte außerdem Gastauftritte in der Comedyserie Brüder und der Jugendserie Party of Five.
Von 1995 bis 1999 besuchte sie eine Highschool in Los Alamitos, wo sie ihren Schulabschluss machte. Von 1999 bis 2003 studierte sie Kommunikationswissenschaften an der Chapman University in Orange im US-Bundesstaat Kalifornien. Dort war sie auch Mitglied in Amerikas ältester Studentenverbindung für Frauen, Alpha Phi. Nach ihrem Studium plante sie eine Karriere im Lehramt.
Ab 2009 hatte sie kleinere Rollen in Filmen und einer Serie. Von 2016 bis 2020 spielte sie in der Fortsetzung von Full House namens Fuller House mit.

### Privates
Am 27. Juli 2002 heiratete Sweetin ihren ersten Ehemann Shaun Holguin. Zu der Zeremonie waren neben ihrer Familie und Freunden auch die Darsteller von Full House eingeladen. 
Mit 22 Jahren probierte sie zum ersten Mal Methamphetamin aus. Sechs Monate nach dem ersten Konsum war sie süchtig. Vor ihrem Ehemann hielt sie die Sucht zwei Jahre lang geheim. Nachdem sie 2005 ins Krankenhaus gebracht worden war, wurde ihre Abhängigkeit bekannt. Der anschließende Entzug verlief erfolgreich. Bei einem Fernsehauftritt in der Sendung Good Morning America am 1. Februar 2006 sprach sie erstmals öffentlich über ihre Abhängigkeit. Am 23. Februar 2006 wurde ihre Ehe geschieden.
Am 14. Juli 2007 heiratete Sweetin in Las Vegas den Bühnenbildner Cody Herpin. Ihre gemeinsame Tochter wurde am 12. April 2008 geboren. Am 20. April 2010 wurde auch diese Ehe geschieden.
Seit 2009 war Sweetin mit dem DJ Morty Coyle liiert. Die gemeinsame Tochter kam am 31. August 2010 auf die Welt. Seit dem 12. März 2012 war das Paar verheiratet. Im Juni 2013 reichte Sweetin wegen „unüberbrückbaren Differenzen“ die Scheidung ein. Seit dem 7. September 2016 ist das Paar geschieden.
Am 30. Juli 2022 heiratete Sweetin ihren vierten Ehemann, den Therapeuten und ausgebildeten Interventionisten Mescal Wasilewski.
2009 erschien Sweetins Buch Unsweetined, in dem sie über ihre Sucht und ihr Leben schreibt. Sweetin lebt heute in Los Alamitos.

## Filmografie (Auswahl)
- 1987: Der Hogan-Clan (Valerie, Fernsehserie, Folge 2x11)
- 1987–1995: Full House (Fernsehserie, 192 Folgen)
- 1989: Mickey Mouse Club (Fernsehsendung, Folge 1x07)
- 1989: ABC TGIF (Fernsehserie, Folge 1x01)
- 1990: Mother Goose Stories (Fernsehserie)
- 1992: It's Christmastime Again, Charlie Brown (Stimme von Sally Brown)
- 1996: Brüder (Brotherly Love, Fernsehserie, Folge 2x09)
- 1999: Party of Five (Fernsehserie, Folgen 6x03, 6x08)
- 2003: Yes, Dear (Fernsehserie, Folge 3x22)
- 2006: Die verrückte Reise der Pinguine (Farce of the Penguins, Stimme von He’s So Gross Penguin)
- 2009: Redefining Love
- 2009: Port City
- 2011: Can’t Get Arrested (Fernsehserie, 5 Folgen)
- 2013: Defending Santa
- 2015: The Dreamer
- 2015: Walt vor Micky (Walt Before Mickey)
- 2016–2020: Fuller House (Fernsehserie, 75 Folgen)
- 2017–2018: Hollywood Darlings (Fernsehserie, 16 Folgen)
- 2017: Finding Santa (Fernsehfilm)
- 2018: My Perfect Romance (Fernsehfilm)
- 2018: Entertaining Christmas (Fernsehfilm)
- 2018: Strange Ones (Fernsehserie, Folge 1x01)
- 2019: Love Under the Rainbow (Fernsehfilm)
- 2019: Merry & Bright (Fernsehfilm)
- 2021: Just Swipe
- 2022: A Christmas in Switzerland (Fernsehfilm)
- 2022: A Cozy Christmas Inn (Fernsehfilm)
- 2022: The Masked Singer (Fernsehsendung, Gastauftritt Folge 8x03)
- 2023: The Jane Mysteries – Inheritance Lost  (Fernsehfilm)
- 2023: Craft Me a Romance
- 2023: Handyman from Hell (Fernsehfilm)
- 2024: Love's Second Act
- 2024: The Jane Mysteries – A Deadly Prescription (Fernsehfilm)
- 2024: The Jane Mysteries – Murder at Mosebyn (Fernsehfilm)
- 2024: The Heiress and the Handyman (Fernsehfilm)
- 2024: The Jane Mysteries – Too Much to Lose (Fernsehfilm)